# Lamar County (Alabama)
Das Lamar County ist ein County im Bundesstaat Alabama der Vereinigten Staaten. Der Verwaltungssitz (County Seat) ist Vernon. Das County gehört zu den Dry Countys, was bedeutet, dass der Verkauf von Alkohol eingeschränkt oder verboten ist.

## Geographie
Das County liegt im Nordwesten von Alabama, grenzt im Westen an Mississippi und hat eine Fläche von 1568 Quadratkilometern, wovon zwei Quadratkilometer Wasserfläche sind. Es grenzt im Uhrzeigersinn an folgende Countys: Marion County, Fayette County und Pickens County.

## Geschichte
Lamar County wurde am 4. Februar 1867 auf Beschluss der Alabama Legislature aus Teilen des südlichen Marion und westlichen Fayette Countys als Jones County gegründet und am 13. November 1867 wieder aufgelöst. Am 8. Oktober 1868 wurde es nach H. C. Sandford benannt und als  Sanford County erneut gebildet. Am 8. Februar 1877 wurde es in Lamar County umbenannt, nach dem Politiker, Militär und Diplomaten L.Q.C. Lamar. Lamar war zuerst für Georgia und Mississippi Abgeordneter im Repräsentantenhaus. Im Sezessionskrieg diente er als Oberst in der Confederate States Army und später als Diplomat für die Konföderierten Staaten von Amerika im russischen Kaiserreich, im Zweiten Kaiserreich und im Vereinigten Königreich Großbritannien und Irland. Nach dem Amerikanischen Bürgerkrieg arbeitete er kurze Zeit als Professor, bevor er in den Senat der Vereinigten Staaten gewählt wurde. Im Anschluss war er Innenminister und Richter am Obersten Gerichtshof der Vereinigten Staaten.
Die ersten weißen Siedler im County stammten aus Georgia, South Carolina und Tennessee. Viele von ihnen gelangten über die   Andrew Jackson’s Military Road („Andrew-Jackson-Militärstrasse“), die Nashville mit New Orleans verband, in die Region. Erste Siedlungen entstanden mit Vernon, das damals noch Swayne hieß, Sulligent und Beaverton. Erster County Seat wurde Swayne, das nach dem General der Unionstruppen und ersten Militärgouverneur Alabamas während der Reconstruction Wager Swayne benannt war. Im Jahr 1868 wechselte der Ortsname zu Vernon, nach dem englischen Zuwanderer Edmund Vernon. Das erste Courthouse wurde 1909 durch ein Neues ersetzt, das 1950 in seine heutige Form ausgebaut wurde.

## Demographische Daten

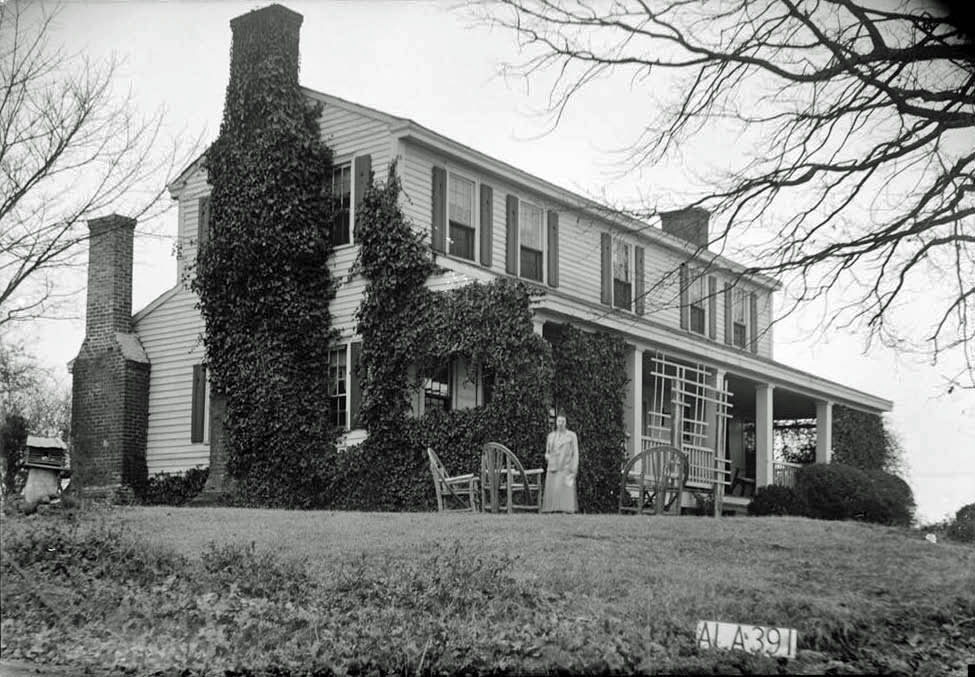
Das James Greer Bankhead House, gelistet im NRHP

Nach der Volkszählung im Jahr 2000 lebten im Lamar County 15.904 Menschen. Davon wohnten 199 Personen in Sammelunterkünften, die anderen Einwohner lebten in 6.468 Haushalten und 4.715 Familien. Die Bevölkerungsdichte betrug 10 Einwohner pro Quadratkilometer. Ethnisch betrachtet setzte sich die Bevölkerung zusammen aus 86,87 Prozent Weißen, 11,98 Prozent Afroamerikanern, 0,11 Prozent amerikanischen Ureinwohnern, 0,06 Prozent Asiaten und 0,46 Prozent aus anderen ethnischen Gruppen; 0,51 Prozent stammten von zwei oder mehr Ethnien ab. 1,30 Prozent der Bevölkerung waren spanischer oder lateinamerikanischer Abstammung.
Von den 6.468 Haushalten hatten 31,4 Prozent Kinder und Jugendliche unter 18 Jahren, die bei ihnen lebten. In 58,6 Prozent lebten verheiratete, zusammen lebende Paare, 10,9 Prozent waren allein erziehende Mütter, 27,1 Prozent waren keine Familien, 25,4 Prozent aller Haushalte waren Singlehaushalte und in 12,1 Prozent lebten Menschen im Alter von 65 Jahren oder darüber. Die Durchschnittshaushaltsgröße betrug 2,43 und die durchschnittliche Familiengröße betrug 2,89 Personen.
23,6 Prozent der Bevölkerung waren unter 18 Jahre alt, 8,7 Prozent zwischen 18 und 24, 27,7 Prozent zwischen 25 und 44, 24,1 Prozent zwischen 45 und 64 und 15,9 Prozent waren 65 Jahre oder älter. Das Durchschnittsalter betrug 38 Jahre. Auf 100 weibliche Personen kamen 93,4 männliche Personen und auf Frauen im Alter von 18 Jahren und darüber kamen 90,9 Männer.
Das jährliche Durchschnittseinkommen eines Haushalts betrug 28.059 USD, das Durchschnittseinkommen einer Familie 33.050 USD. Männer hatten ein Durchschnittseinkommen von 30.453 USD, Frauen 18.947 USD. Das Prokopfeinkommen betrug 14.435 USD. 13,3 Prozent der Familien und 16,1 Prozent der Einwohner lebten unterhalb der Armutsgrenze.

## Kultur und Sehenswürdigkeiten

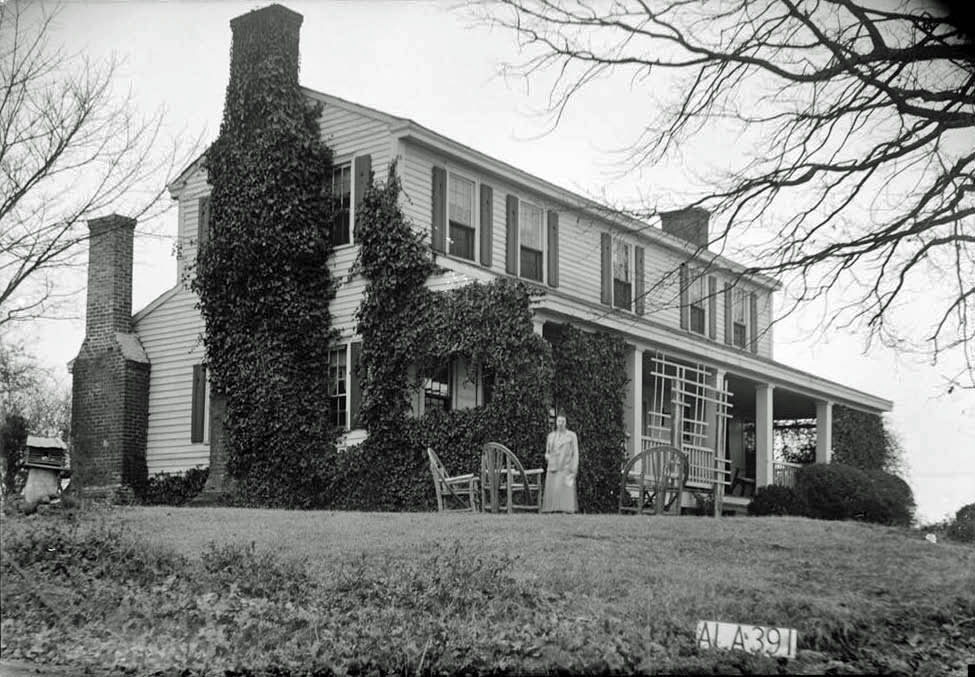
James Greer Bankhead House (Historic American Buildings Survey, 1936)

Ein Bauwerk im County ist im National Register of Historic Places (NRHP) eingetragen (Stand 3. April 2020), das James Greer Bankhead House. Das 1834 erbaute Moore-Hill House, auch bekannt als Old Stagecoach Inn ist wahrscheinlich das älteste erhaltene Bauwerk des County. Lokalen Überlieferungen zufolge diente es dem bekannten Eisenbahnräuber Rube Burrow Ende des 19. Jahrhunderts als Versteck. Es befindet sich in Privatbesitz.

## Orte im Lamar County
- Beaverton
- Crews
- Crossville
- Detroit
- Fernbank
- Henson Springs
- Hightogy
- Kennedy
- Kingville
- Millport
- Molloy
- Moscow
- Pine Springs
- Sulligent
- Vernon